# ラジオ県民室
ラジオ県民室
1. 長野県の信越放送（SBCラジオ）で放送していた広報番組。
2. 沖縄県の民放ラジオ局3局で放送している広報番組。本項では2.を記述。

ラジオ県民室（らじおけんみんしつ）は沖縄県の広報番組で、県内にある3つの民放ラジオ局から毎日5分間、沖縄県からの行政便り、イベントのお知らせなどを提供している。
2017年現在の担当は、沖縄で活躍するフリーアナウンサーの城間直美。
オープニング・エンディングでは、「ラジオ県民室の時間です。（エンディングでは左の前述部分は省略）この番組は・・・・の協力による、沖縄県の広報番組です。（エンディングは―でした。）」という、担当の城間によるコメントが流れる。
複数社の地元民間企業が「協力」という形で番組を提供する体裁がとられている（他県の広報番組にみられるように、県及び県の関連団体などが直接に提供を行う形ではない）。上記の「この番組は・・・・の協力による」のうち「・・・・」の部分には、「協力」を行っている企業名が入り、番組内ではこれらの企業のCMも流れている。なお、「協力」を行っている企業は、全局放送分ともに同一である。

## 放送日時
- 放送日は月曜～金曜
- 琉球放送（RBC i-Radio）　11:55～12:00（MUSIC SHOWER Plus+に内包）
- ラジオ沖縄　11:50～11:55
- エフエム沖縄　12:55～13:00（ハッピーアイランドに内包）[注釈 1]

以前は、土・日も含め毎日放送されたが、2004年ごろから平日のみの放送になった。また、毎年4月（過去には10月も設けた）の月初め数日間（年度初め）は番組を休止する。この期間中は下記の番組などに差し替える（2023年4月編成現在）。
- 琉球放送 『MUSIC SHOWER Plus+』内でコーナーそのものを休止してスタジオから引き続き放送する。
- ラジオ沖縄 『ききみみROK』
- エフエム沖縄 『ハルウタクリップ』